# Obed Sullivan
Obed Benjamin Sullivan (ur. 17 stycznia 1968 w Gulfport) – amerykański bokser zawodowy wagi ciężkiej.
Rozpoczął swoją zawodową karierę w 1992. Już w swojej trzeciej walce doznał pierwszej porażki, ale była to jego jedyna przegrana aż do czasu walki z Hasimem Rahmanem w 1997, którą przegrał na punkty decyzją większości.
Rok 1998 nie był dla niego udany. Na początku roku znokautował w siódmej rundzie Keitha McKnighta, lecz później odniósł dwie porażki – z Michaelem Grantem i z ponad 40-letnim Jesse Fergusonem.
W 1999 przegrał jeszcze jeden pojedynek, z Derrickiem Jeffersonem, jednak po kolejnych czterech wygranych dostał szansę walki o mistrzostwo świata organizacji WBO z Witalijem Kłyczko. Sullivan przegrał po tym, jak nie wyszedł do walki po przerwie między dziewiątą i dziesiątą rundą.
Po tym pojedynku Sullivan już nigdy nie wrócił do ścisłej czołówki bokserów w kategorii ciężkiej. Stoczył kilka pojedynków ze znanymi pięściarzami, ale żadnej z nich nie wygrał: w 2000 został znokautowany już w pierwszej rundzie przez Davida Tuę, pod koniec tego samego roku udało mu się zremisować z Larrym Donaldem, a rok później Fres Oquendo pokonał go przez techniczny nokaut w jedenastej rundzie.
Sullivan zakończył swoją karierę w 2004. 20 stycznia 2007 podjął próbę powrotu na ring, jednak został pokonany przez zupełnie nieznanego boksera, Jamesa Portera, którego bilans walk przed tym spotkaniem wynosił 3 zwycięstwa, 9 porażek i 1 remis.